# Foxrock
Foxrock (in inglese) o Carraig an tSionnaigh (in irlandese) è una località della Repubblica d'Irlanda. Fa parte della contea di Dún Laoghaire-Rathdown, nella provincia di Leinster.